# إسماعيل زامبادا غارسيا
إسماعيل زامبادا غارسيا يُعرف أيضًا باسم إل مايو (بالإسبانية: Ismael Zambada García)‏ ولد في (1 يناير 1948)، هو بارون مخدرات مكسيكي وزعيم كارتل سينالوا، ومن أخطر تجار المخدرات المطلوبين أمنياً حول العالم.

## عن حياته
ولد إسماعيل زامبادا في ولاية سينالوا في المكسيك، وكان يعمل مزارع ويتمتع بمعرفة زراعية ونباتية واسعة النطاق، وقد بدأ حياته الإجرامية بتهريب بضعة كيلوغرامات من المخدرات في ذلك الوقت، ثم قام بزيادة إنتاجه للهيروين و الماريجوانا ، حتى ترأس زامبادا كارتل سينالوا بالشراكة مع خواكين غوزمان لويرا المعروف باسم «إل تشابو»، حتى عام 2016 عندما تم القبض على إل تشابو، بعد ذلك تولى زامبادا القيادة الكاملة لكارتل سينالوا، وقبل توليه قيادة كارتل سينالوا شغل منصب المنسق اللوجستي لفصيل زامبادا غارسيا في كارتل سينالوا الذي ساعد في تصدير الكوكايين والهيروين إلى شيكاغو والمدن الأمريكية الأخرى بواسطة القطارات والطائرات والسفن والغواصات.
لقد أجرى زامبادا جراحة تجميلية لتغيير مظهره وللتحرك في جميع أنحاء المكسيك بحرية.

## قائمة المطلوبين
ظهر زامبادا على قائمة المطلوبين في الولايات المتحدة، ويقدم مكتب التحقيقات الفيدرالي مكافأة تصل إلى 5 ملايين دولار أمريكي للحصول على أي معلومات تؤدي إلى اعتقاله، زامبادا مطلوب أيضًا للنائب العام في المكسيك منذ عام 1998 وهناك مكافأة تبلغ 30 مليون بيزو مكسيكي للحصول على أي معلومات تؤدي إلى اعتقاله.